# ミガス

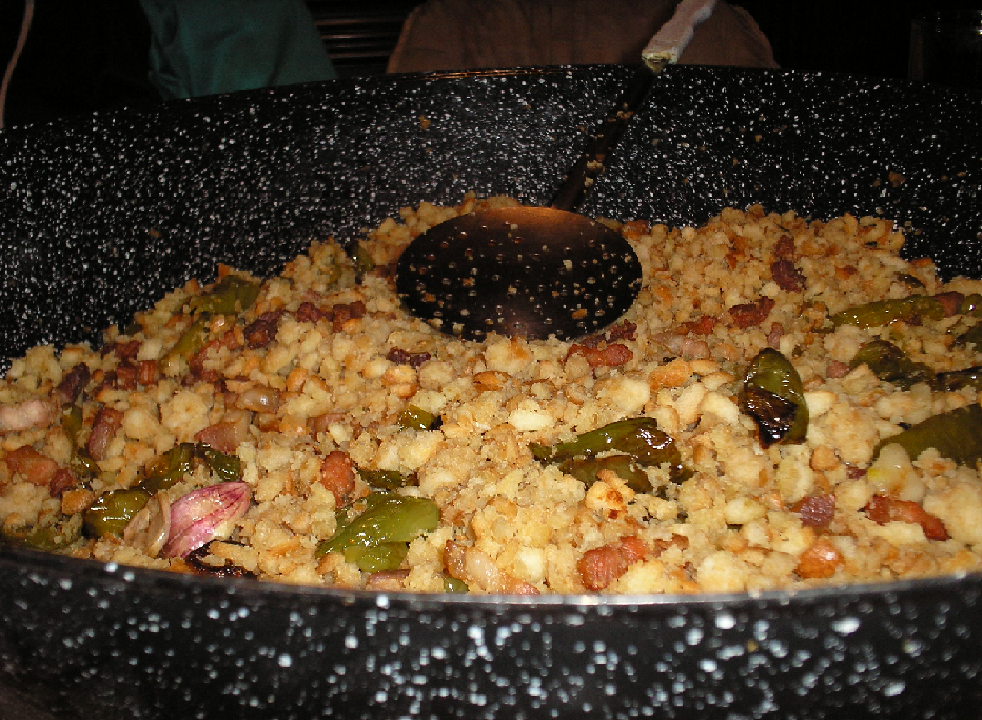
マンチェゴ風ミガス

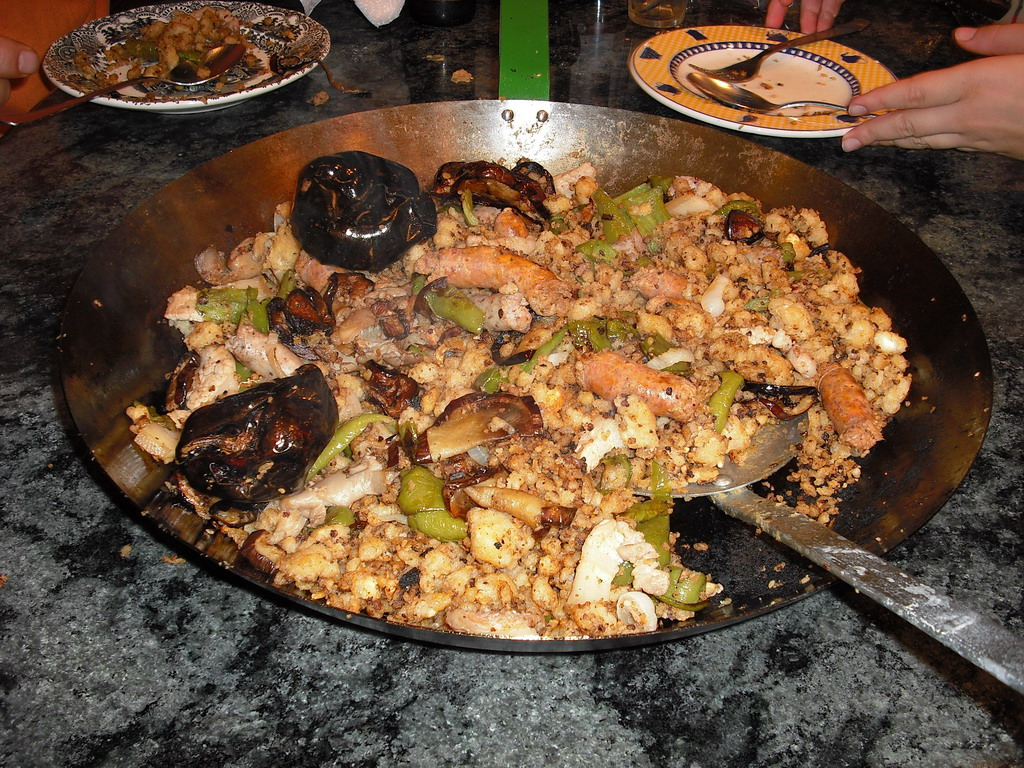
ムルシア風ミガス

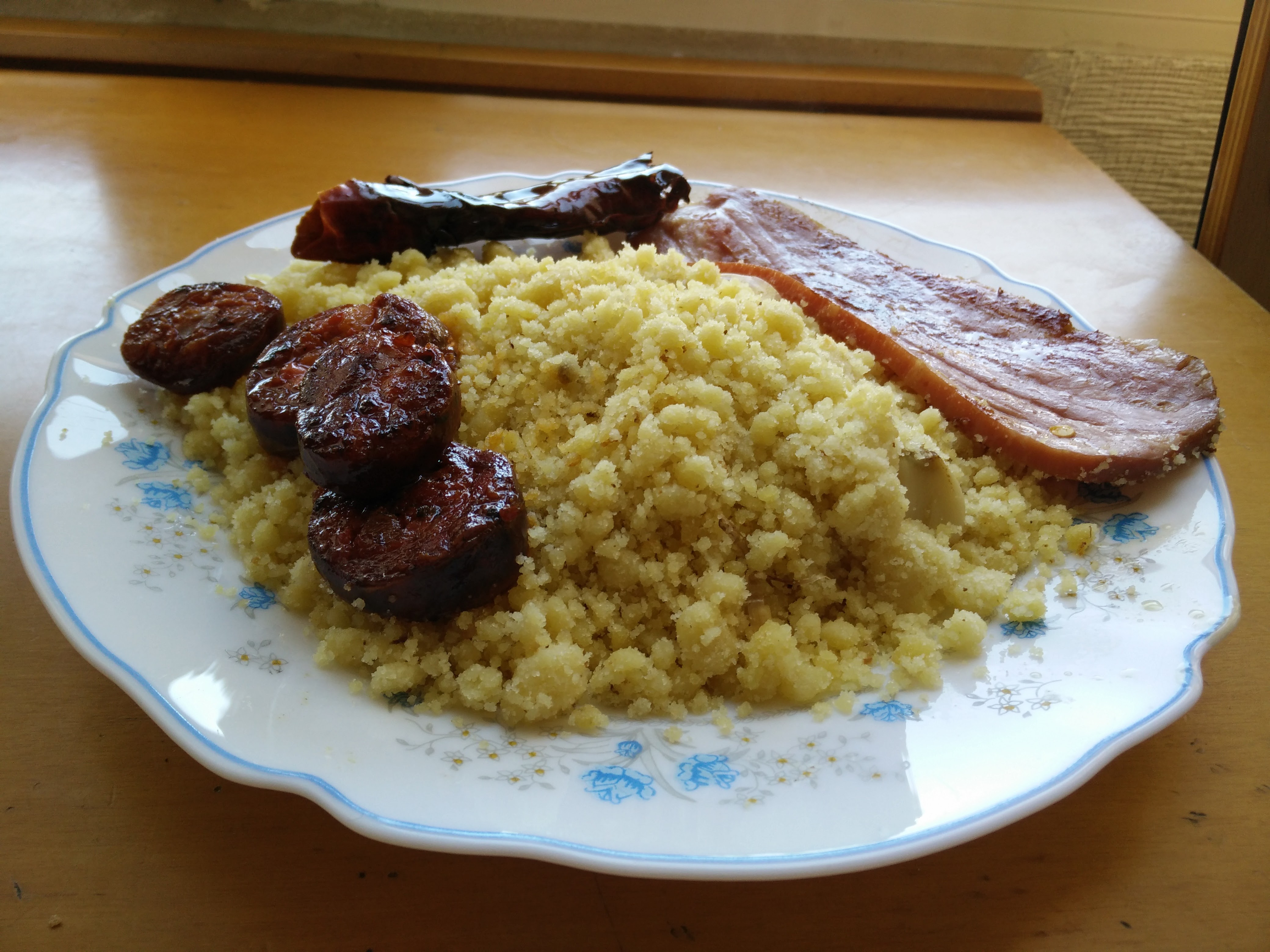
セモリナを使用したアルメリアのミガス

ミガス（スペイン語 Migas）は伝統的なスペイン料理、ポルトガル料理、メキシコ料理およびテクス・メクス料理である。スペイン語およびポルトガル語で「パンくず」を意味し、元来残り物のパン（メキシコとテキサス州ではトルティーヤ）を使用した料理であるが、今日のスペインのレストランでは昼食や夕食の前菜として供される。スペインのアンダルシア州アルメリアには、仕上がりがマグリブ料理のクスクスと似た、小麦粉を使ったミガス（ミガス・デ・アリナ）がある。

## 材料

### スペイン料理
ミガスはスペイン西部から中部にかけて見られる料理で、材料は地域により様々である。エストレマドゥーラ州のミガス・エストレメーニャス（migas extremeñas）は、1日経ったパンを水に浸したもの、ニンニク、パプリカ、オリーブ・オイルを調理し、ホウレンソウやアルファルファを加え、鍋で炒めたポークリブと共に供される。アラゴン州テルエルのミガス・デ・テルエル（migas de Teruel）は、チョリソとベーコンを加え、ブドウと共に供される。ラ・マンチャでは、ミガス・マンチェガス（migas manchegas、ラ・マンチャ風ミガス）が念入りに調理されるが、基本的にアラゴン風ミガスと材料は同じである。アンダルシア州では、ミガスはマタンサ（屠殺行事）の始めに食べることが多く、伝統的にブタ、ヒツジ、またはヤギを解体した直後に凝固した血、レバー、腎臓、および臓物のシチューと共に供される。ミガスは直火や炭火で調理されることが多い。アンダルシア州アルメリアには、ニンニク、青唐辛子、ベーコンを炒めたオリーブ・オイルで小麦粉を炒め、水を加えてそぼろ状になるまでかき混ぜたミガス・デ・アリナ（Migas de harina、「粉のミガス」）があるが、パンのミガスよりも水加減が難しい。炒めたニンニク、青唐辛子、ベーコン、イワシの塩焼き、ラディッシュ、オリーブを添えて食べる。
地中海沿岸のミガス・コン・チョコラテやカスティーリャ・ラ・マンチャ州のミガス・デ・ニーニョのような甘いミガスもある。また、パンの小片を油で炒めたクルトン状の付け合わせもミガスと呼ばれる。

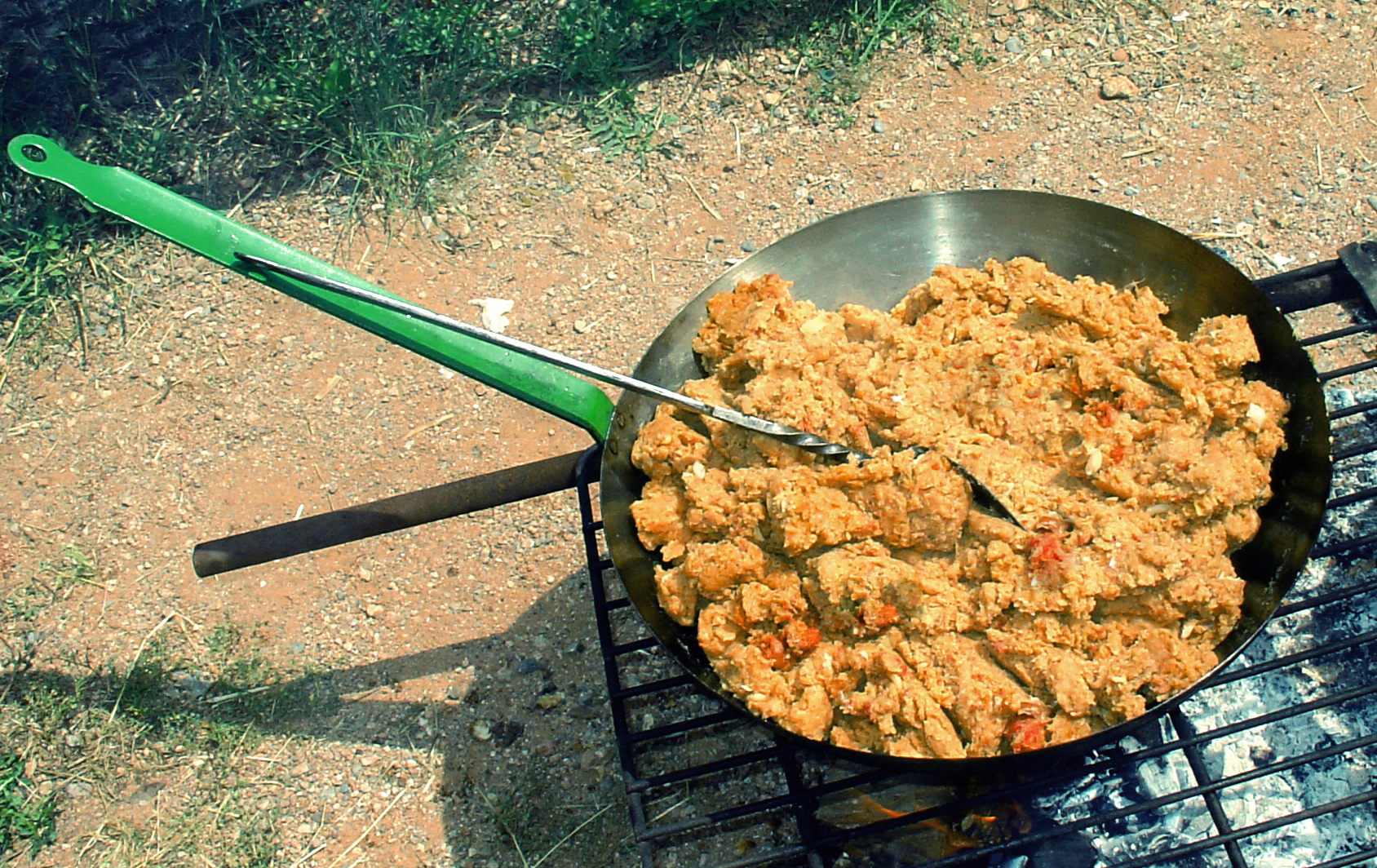
アンダルシア風ミガス
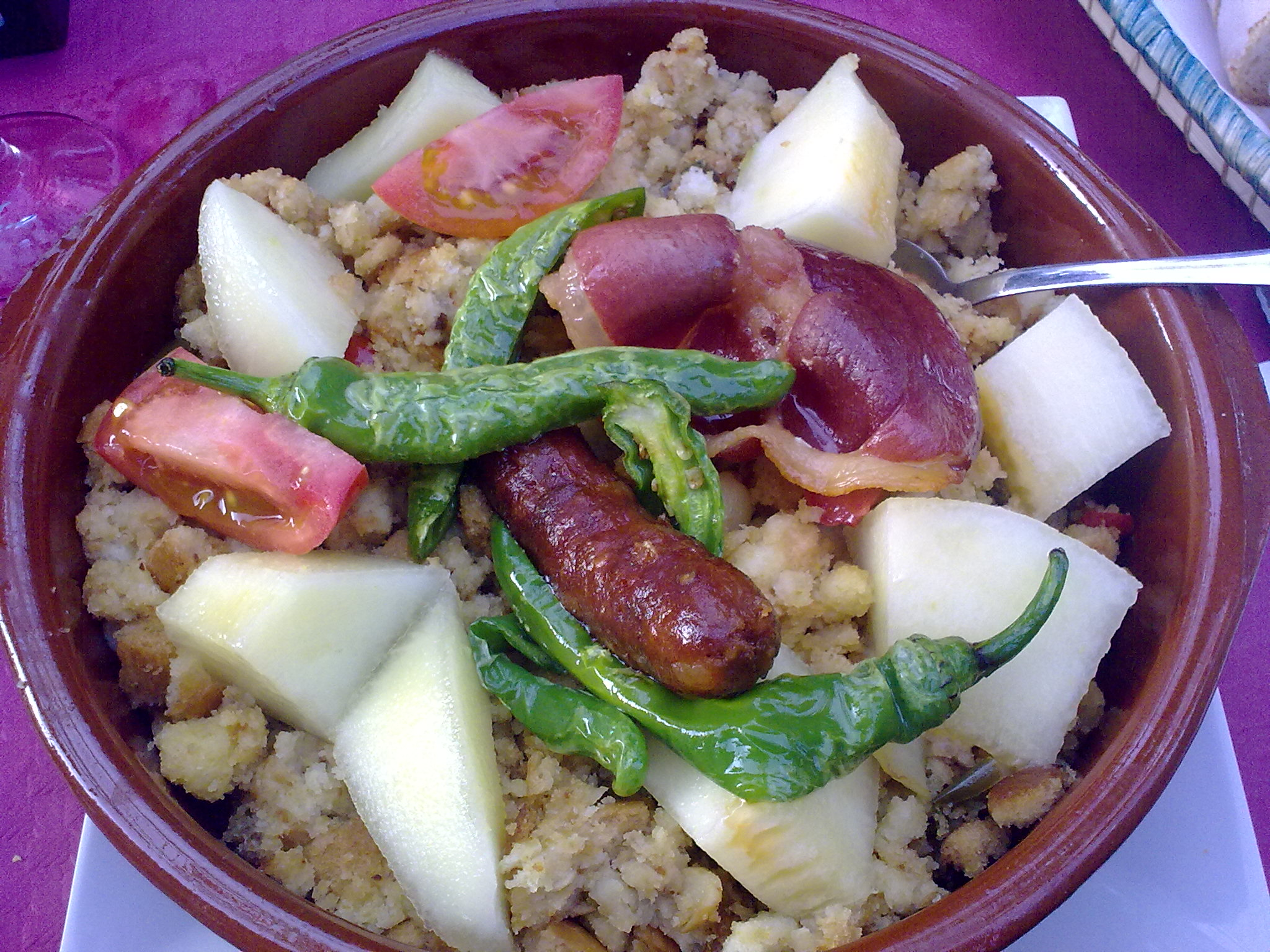
アンダルシア州ベアス（英語版）のミガス
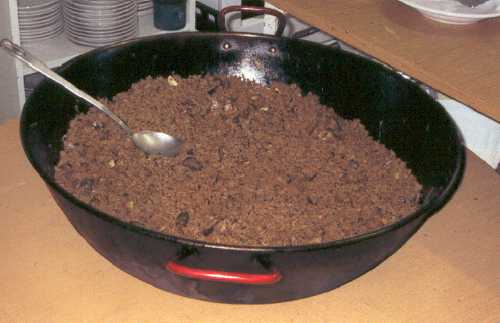
アリカンテ州ラ・ロマーナ（英語版）のミガス
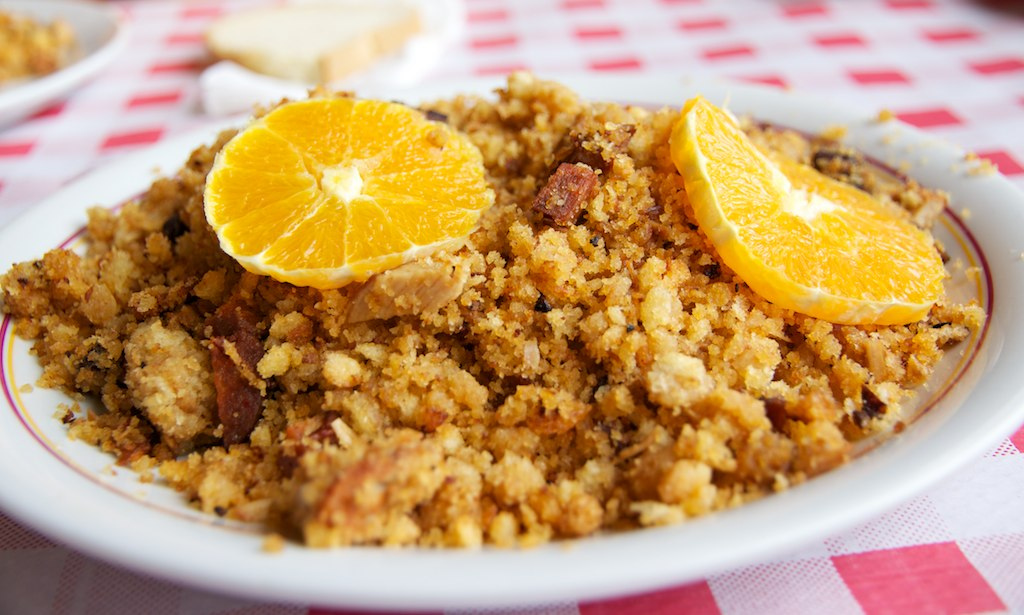
マラガのミガス
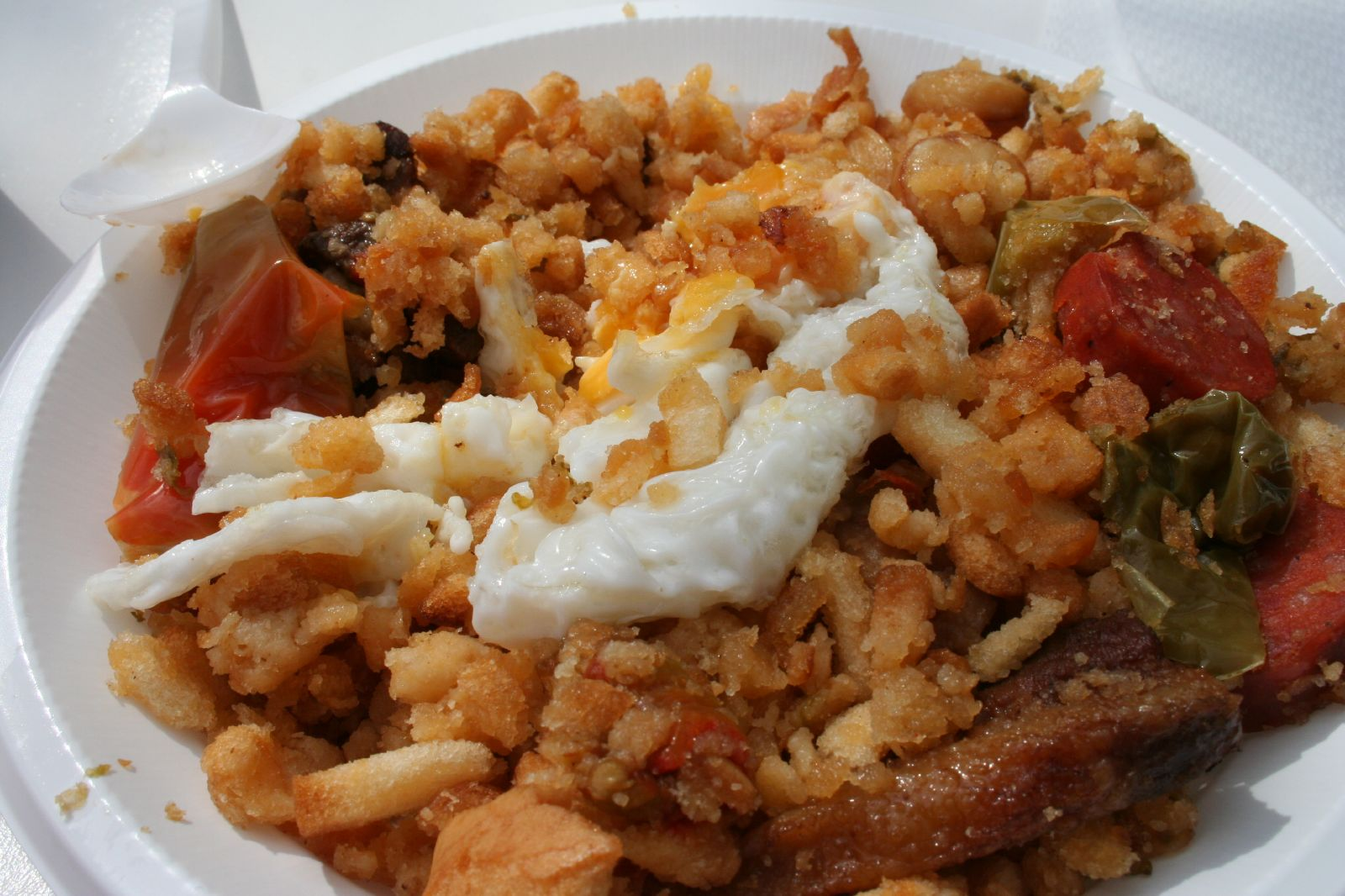
カスティーリャ・ラ・マンチャ州ナバス・デ・エステナ（英語版）のミガス
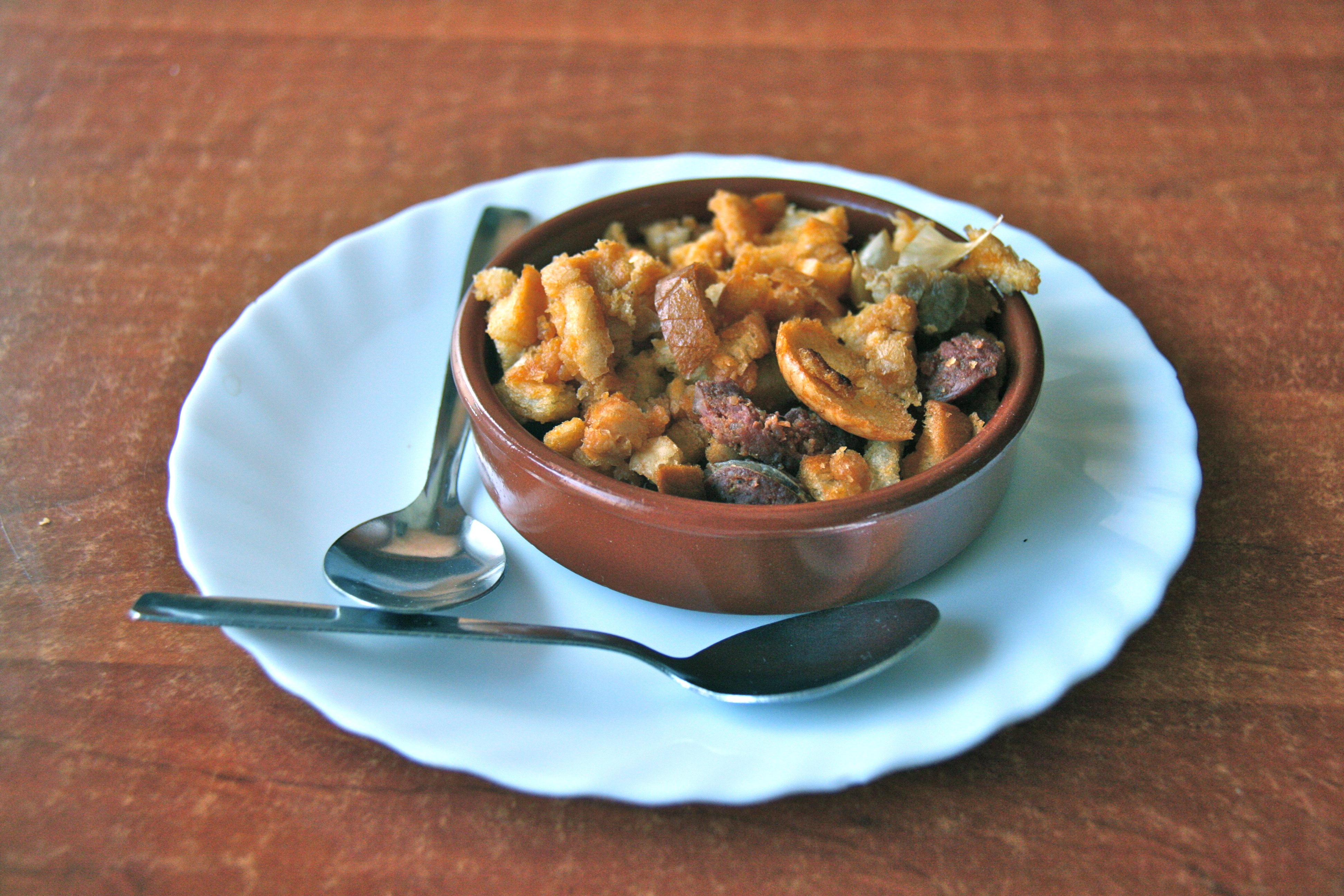
トレドのミガス
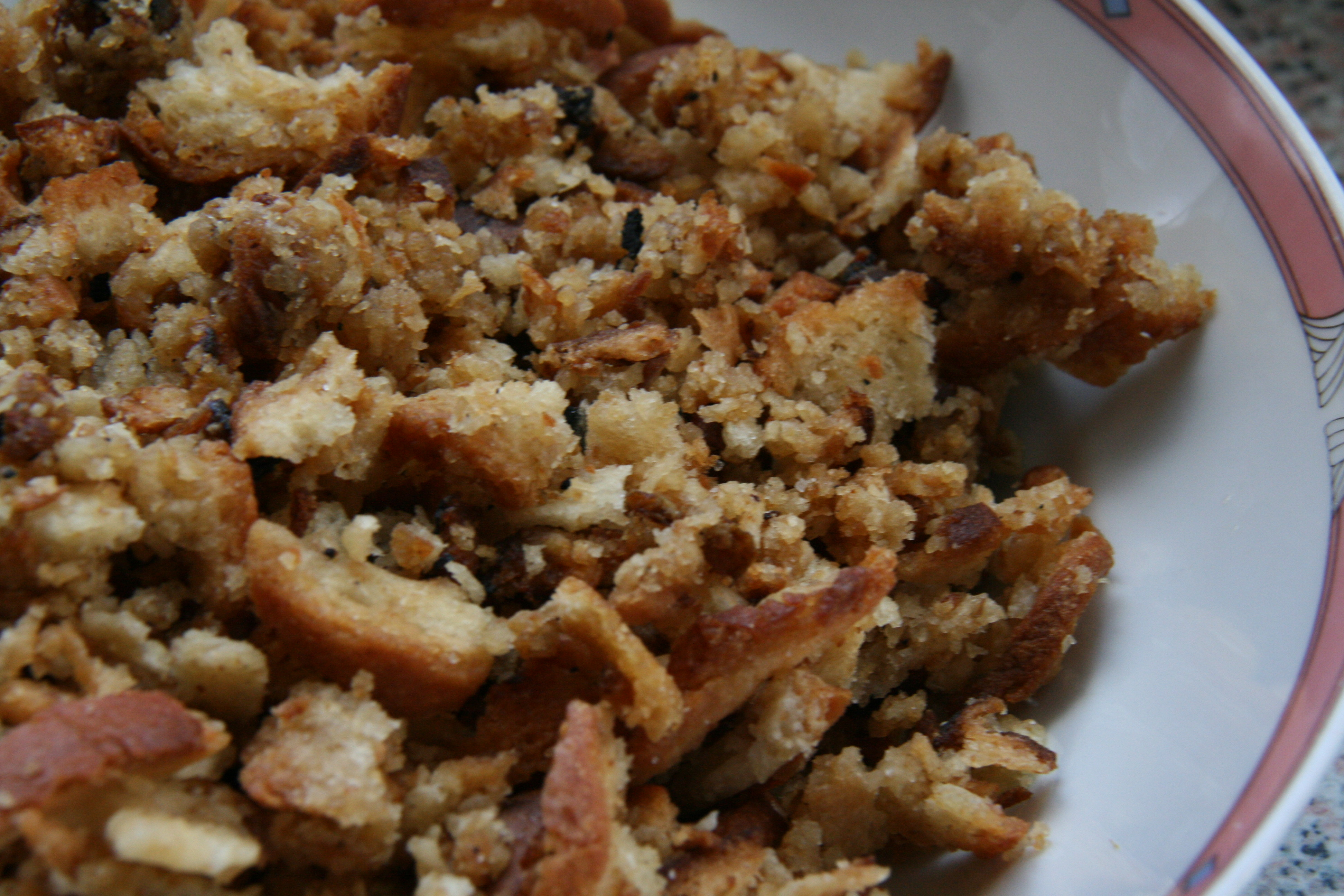
サモラ県アリステ（英語版）のトゥリジョネス（スペイン語版）
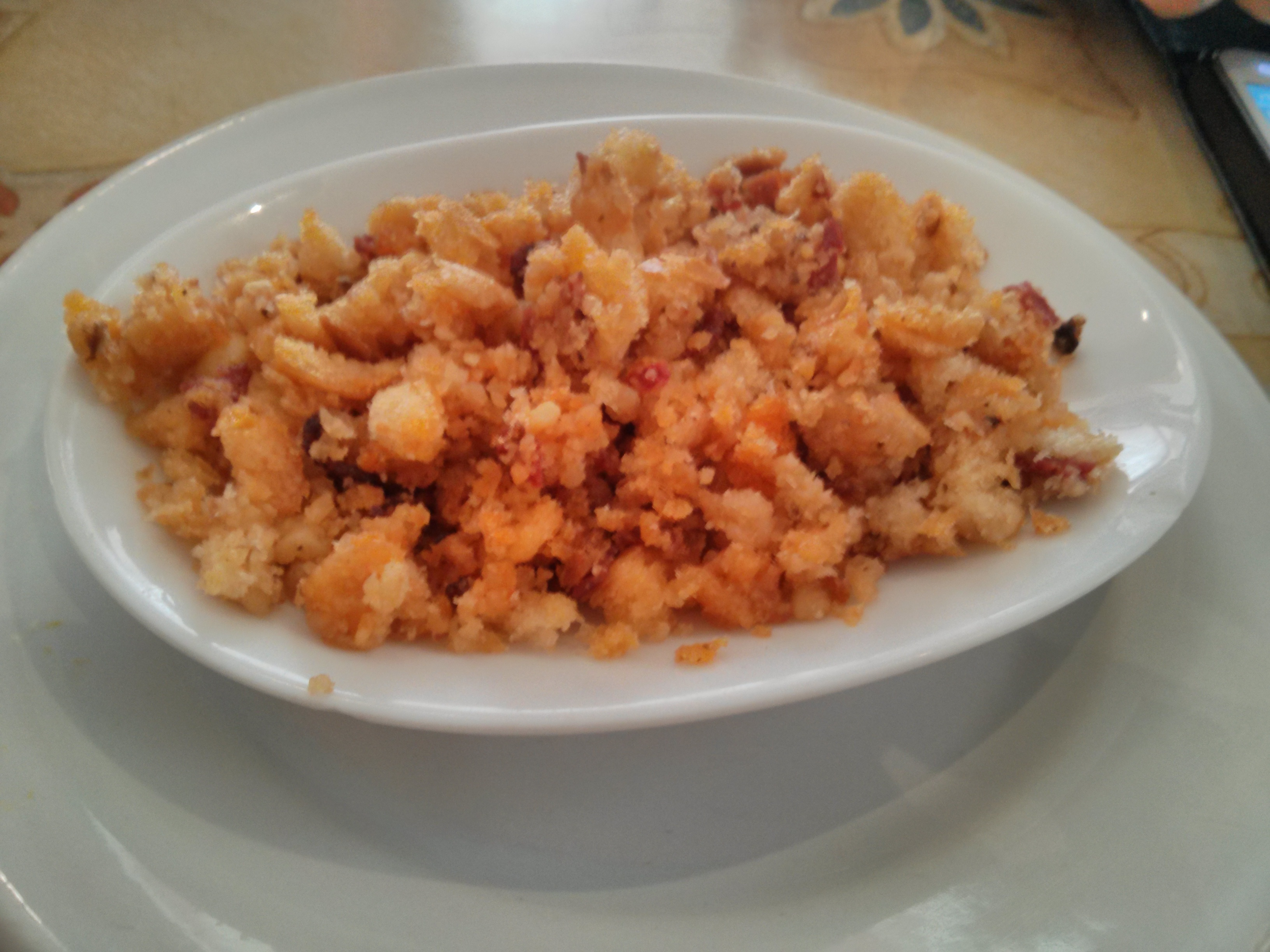
サラゴサのミガス

### ポルトガル料理

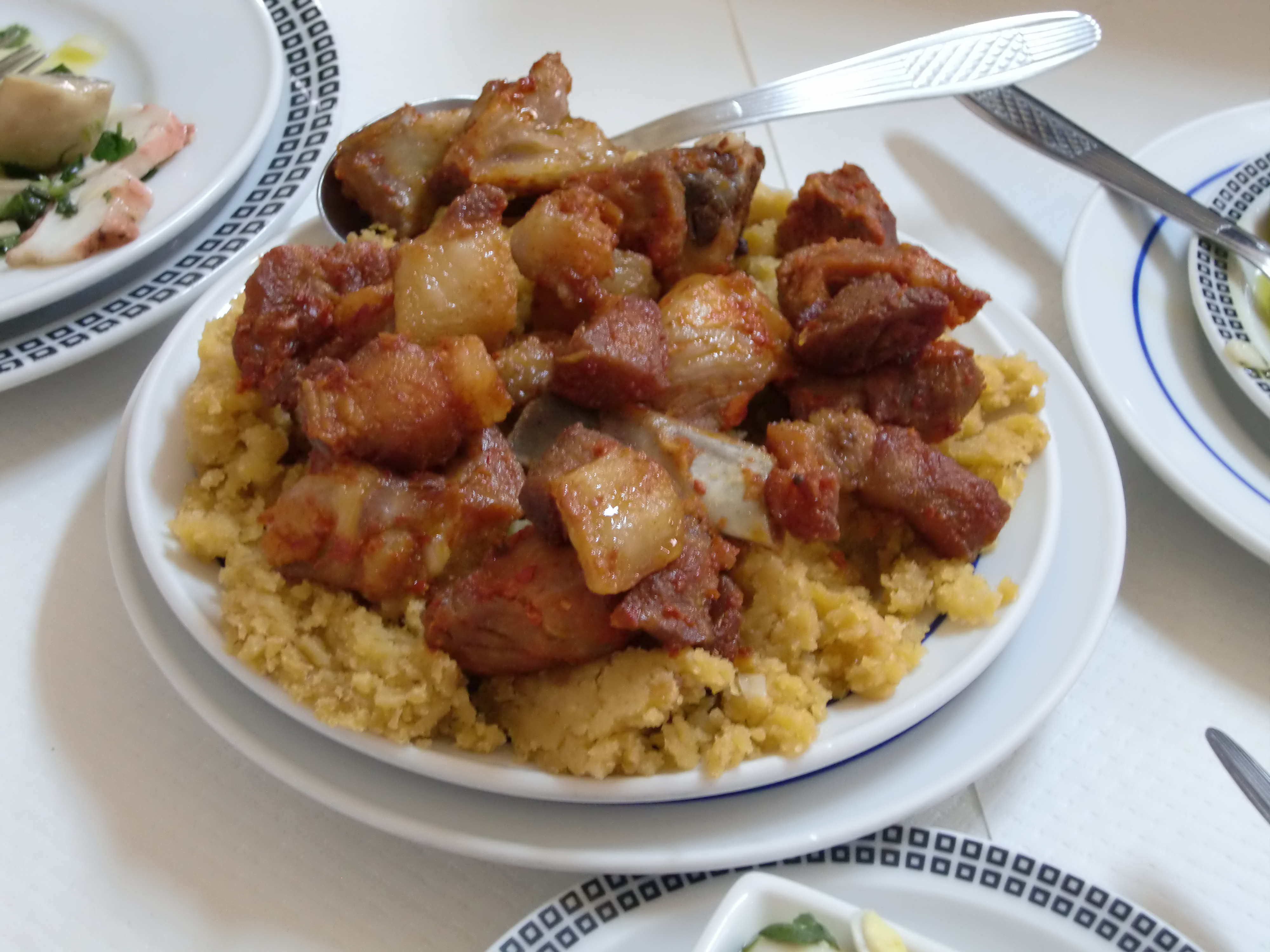
アレンテージョ風ミガス

ミガス・ガタス（migas gatas、「猫のミガス」）はもどして塩抜きした塩鱈を茹で、1日経ったパンとニンニクに塩鱈のゆで汁をかけてつぶし、ほぐした塩鱈、オリーブ・オイル、酢と混ぜ合わせた料理である。ミガス・ア・アレンテジャーナ（migas à Alentejana、アレンテージョ風ミガス）は、豚肉（ヒレ、モモ肉、あばら肉など）、ニンニク、パプリカペーストをラードやベーコンで炒めて取り出し、鍋に残った肉汁に1日経ったパンを水に浸したものを入れて炒めてから豚肉を添えて供する。

### キューバ料理
キューバ料理のミガス・デ・ガト（migas de gato、「猫のミガス」）は日が経って古くなったパンを水に浸し、たくさんのニンニクをつぶしてじっくりと炒めて香ばしい香りをつけた油でそれを炒めただけのとても質素な料理である。第二次キューバ独立戦争のあおりで食糧が不足した時、パンだけはすぐ手に入ったためによく作られるようになった料理なので、貧乏人の食べ物とされている。
ミガス・デ・プラタノ（migas de plàtano、「プランテンのミガス」）は、マチュキージョの別名である。

### メキシコ料理
メキシコ各地には、細く切ったトウモロコシのトルティーヤをほぼカリカリになるまで油で炒め、鶏卵を加えてかき混ぜたトルティーヤ入りスクランブルエッグのようなミガスがある。鶏卵が安く、できたてのトルティーヤを家庭で毎日購入する習慣から生まれた伝統的な朝食である。前の日の昼食や夕食で食べきれなかったトルティーヤは固くなって味が落ちるので、油で炒めて他の具材を加えるとより美味しく食べられる。同様の理由で生まれたチラキレスのサルサを鶏卵に置き換えるとミガスとなる。どちらも腹持ちがよく、安価で伝統的な労働者階級の朝食である。
メキシコシティのミガスは、豚のすね肉、ハムの骨、アリタソウ、オレガノ、トウガラシ（カスカベルなど）を煮込み、古くなったボリーヨ（フランスパンに似たパン）の薄切りを入れてとろみをつけたスープである。熱いスープを供する直前に生卵を割り入れる。メキシコシティ繁華街、特にテピート地区のフォンダ（食堂）で非常に人気がある。

### アメリカ合衆国テキサス州

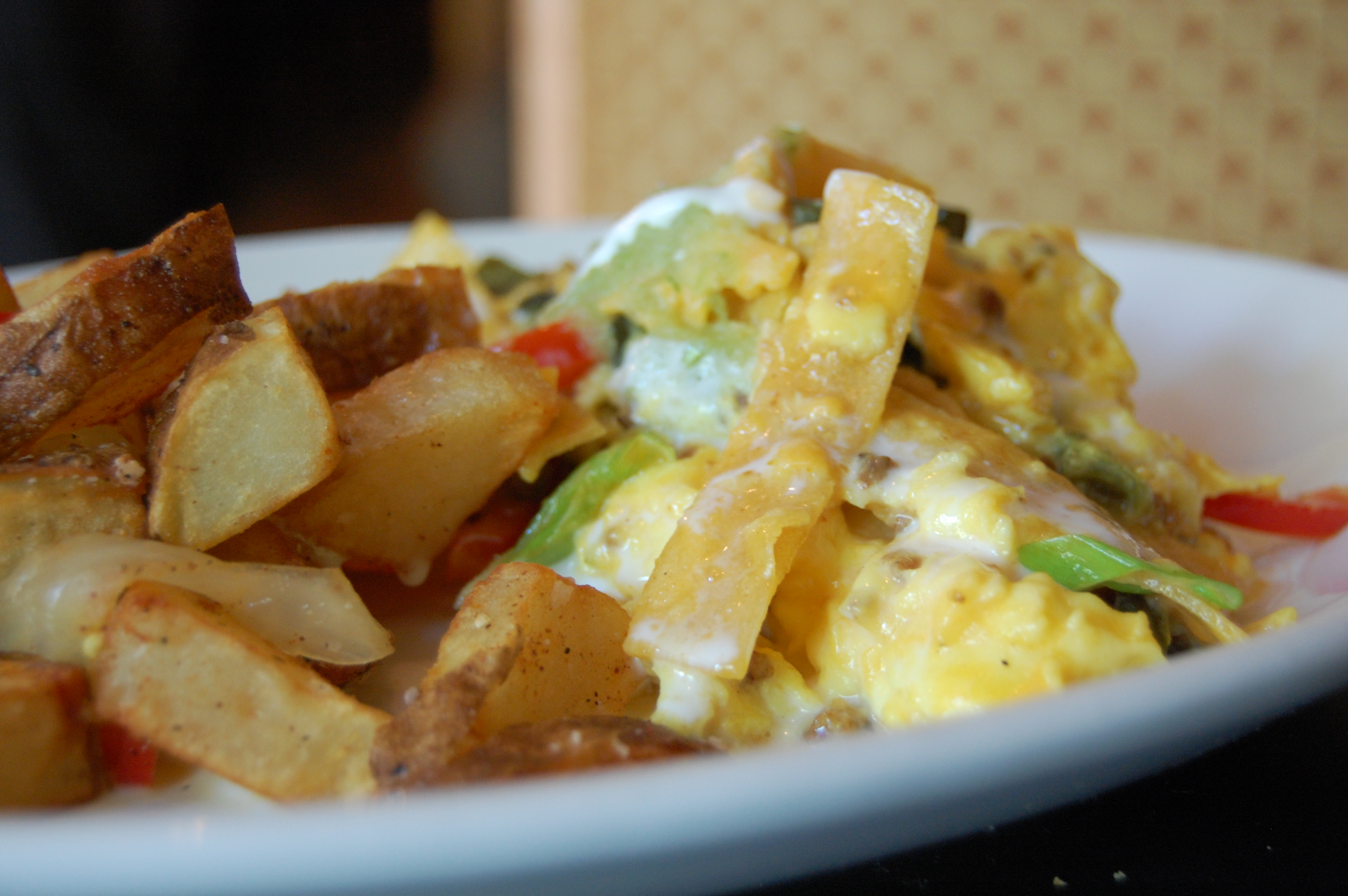
テクス・メクス風ミガス

テキサス州では、ミガスはミガハス（migajas）とも呼ばれ、伝統的なテクス・メクス料理の朝食である。コーパスクリスティでは四旬節の料理だったという。肉抜きのミガスは溶き卵にトウモロコシのトルティーヤの細切れ、タマネギのみじん切り、唐辛子の薄切り、トマトのみじん切り、およびチーズを加え、様々な香辛料と調味料（サルサやピコ・デ・ガヨなど）で味付けして油で炒めた料理で、メキシコのミガスよりも具が多い。ミガスは通常フリホレス・レフリトスと共に供され、これらをトウモロコシまたは小麦のトルティーヤで包んでタコスを作って食べる。
肉入りのミガスもあり、同じ材料に辛いチョリソを加える。トルティーヤの細切れはカリカリになるまで揚げることもあり、トルティーヤ・チップスで代用することもあるが、伝統的な調理法ではない。